# Lakewood Church
Lakewood Church är en friförsamlings-megakyrka som ligger i Houston, Texas, USA. Det är den största kyrkan i USA, med i genomsnitt mer än 43.000 besökande per vecka (2008).
Församlingen grundades av John Osteen tillsammans med sin hustru Dodie på Mors dag 1959. Vid John Osteens död 1999 övertogs ledarskapet av hans yngste son Joel Osteen.